# Grupo Modelo
Grupo Modelo ist ein mexikanisches Unternehmen mit Firmensitz in Mexiko-Stadt. Das Unternehmen ist als internationaler Getränkehersteller tätig und wurde 1922 als Cervecería Modelo gegründet. Die bekannteste von Grupo Modelo vertriebene Marke ist Corona.
Das belgische Unternehmen Anheuser-Busch InBev hielt bereits 50 Prozent (ohne Stimmrecht) an Grupo Modelo. Ende Juni 2012 kündigte Anheuser-Busch InBev an, für 20,1 Milliarden US-Dollar die restlichen Anteile übernehmen zu wollen. Die Fusion wurde im Juni 2013 vollzogen, wobei sämtliche Markenrechte für den US-Markt an die Constellation Brands abgegeben werden mussten.

## Brauereien der Grupo Modelo
Die 1922 gegründete Cervecería Modelo ging am 25. Oktober 1925 in Produktion. Von Anfang an gelang es ihr, der im benachbarten Bundesstaat México beheimateten Traditionsbrauerei Toluca y México Marktanteile streitig zu machen, bis sie 1935 die bereits 1865 gegründete Brauerei schließlich ganz übernahm.
Wichtige Expansionen gelangen 1954 mit Übernahme der Traditionsbrauereien Pacífico in Mazatlán, Sinaloa, und La Estrella in Guadalajara, Jalisco. Dadurch wurde die Grupo Modelo zum größten Brauereikonzern Mexikos und ist es bis zum heutigen Tage geblieben.
In den 1960er Jahren folgte die Errichtung neuer Brauereien wie der Cervecería Modelo del Noroeste (1961) in Ciudad Obregón, Sonora, der Cervecería Modelo de Guadalajara (1964) in Guadalajara, Jalisco, und der Cervecería Modelo de Torreón (1967) in Torreón, Coahuila.
1979 wurde die Cervecería Yucateca in Mérida, Yucatán, übernommen (2002 geschlossen) und außerdem mit dem Bau der Compañía Cervecera del Trópico in Tuxtepec, Oaxaca, begonnen, deren Produktion 1984 anlief.
1991 folgte die Errichtung der Compañía Cervecera de Zacatecas in Calera de Víctor Rosales, Zacatecas, in der seit 1997 gebraut wird.
2007 begann der Bau der Compañía Cervecera de Coahuila nahe Piedras Negras. Dort wird seit März 2010 Bier gebraut. Die Braustätte gehört mittlerweile der Constellation Brands.

## Biermarken der Grupo Modelo

Corona-Flasche

- Corona Extra: das meistverkaufte Bier Mexikos wurde von der Cervecería Modelo in Mexiko-Stadt entwickelt. Es wird seit 1925 gebraut und zählt zu den weltweit führenden Exportbieren, das in über 150 Ländern vertrieben wird.
- Estrella: wurde von der Cervecería Estrella in Guadalajara entwickelt und wird heute von der Cervecería Modelo de Guadalajara gebraut. Es ist ursprünglich ein regionales Bier, das kaum außerhalb des Bundesstaates Jalisco zu finden war, mittlerweile aber in ganz Mexiko vertrieben wird.
- León: das dunkelfarbige Bier wurde im Jahr 1900 von der Cervecería Yucateca in Mérida auf den Markt gebracht und traditionell vorwiegend im Südosten Mexikos vertrieben. Seit Schließung dieser Brauerei im Jahr 2002 und Verlagerung auf eine andere Produktionsstätte ist das Bier auch in Zentralmexiko zu finden.
- Modelo Especial: das Pilsener war 1925 die erste produzierte Marke der Cervecería Modelo in Mexiko-Stadt. Es ist heute das nach Corona meistverkaufte Bier der Grupo Modelo und zudem das meistverkaufte Dosenbier Mexikos.
- Montejo: das Pilsener wurde 1960 in Erinnerung an den Stadtgründer Francisco de Montejo anlässlich des 60-jährigen Bestehens der Brauerei Yucateca in Mérida auf den Markt gebracht.
- Negra Modelo: wird seit 1926 gebraut und auch als „die Elite des Bieres“ bezeichnet. Es ist das meistverkaufte Dunkelbier Mexikos.
- Pacífico: das traditionsreiche Pilsener der Cervecería del Pacífico wird bereits seit 1900 gebraut. Es ist benannt nach dem Pazifik, an dessen Küste die Stadt Mazatlán, Heimat der Brauerei, liegt.
- Victoria: das Pilsener wird seit 1865, ursprünglich durch die Cervecería Toluca y México, vertrieben und ist die älteste Marke der Grupo Modelo.